# Allen Brothers
Allen Brothers est un duo hillbilly des frères Allen, Austin (7 février 1901-5 janvier 1959) et Lee (1er juin 1906-24 février 1981), populaire dans les années 1920 et 30 aux États-Unis. Ils sont surnommés "The Chattanooga Boys" car beaucoup de leurs chansons mentionnaient Chattanooga.

## Biographie
Les frères sont nés et ont grandi à Sewanee (en), dans le Tennessee où ils apprennent à chanter et à jouer des instruments de musique, le banjo pour Austin, la guitare et le kazoo pour Lee. Leur musique est influencée par des artistes locaux de jazz et de blues tels que le guitariste May Bell qui joue sur des bateaux du fleuve Mississippi et les chanteurs de rue the Two Poor Boys. Au début des années 1920, ils se produisent dans les camps de mineurs isolés du Sud en faisant des spectacles de medicine show et de vaudeville.  ils profitent de leurs voyages pour apprendre de vieilles chansons folkloriques et jouer leurs propres compositions, ce qui était très inhabituel chez les musiciens de  cette époque. La plupart des musiciens avaient un répertoire de chansons traditionnelles.
Ils obtiennent un contrat d'enregistrement avec Columbia Records et enregistrent pour la première fois le 7 avril 1927. Lors de cette première session, ils enregistrent "Salty Dog Blues" qui devient leur premier succès qui se vend à environ 18 000 exemplaires. "Bow Wow Blues" est un autre enregistrement notable de cette période, ce titre été placé par les historiens de la musique dans la catégorie "dirty blues",.
Columbia ayant, par erreur, placé un de leurs enregistrements, Laughin 'and Cryin' Blues dans la catégorie "race music", réservée aux artistes noirs, au lieu de la catégorie "hillbilly", leurs ventes de disques chutent drastiquement. Les deux frères ont alors envisagé d'intenter un procès contre Columbia mais ils ont finalement décidé de rejoindre Victor Records. En collaboration avec Ralph Peer, le responsable de l'enregistrement et de la distribution, qui avait contribué à la renommée de Jimmie Rodgers et de la Carter Family, les frères Allen enregistrent leur plus grand succès, "A New Salty Dog", en 1930. En raison de la Grande Dépression, les frères Allen doivent abandonner leur carrière musicale en 1934. Malgré leur succès et que leurs titres se soient vendus plus que ceux des autres groupes de hillbilly, plus de 250 000 disques au total, ils ne pouvaient pas vivre de leur musique.
Austin a déménagé à New York où il a travaillé comme animateur radio et Lee est resté dans le Tennessee et a gagné sa vie comme ouvrier du bâtiment. Dans les années 1960, lorsque les frères Allen ont été redécouverts par les revivalistes folk, Austin était déjà mort en Caroline du Sud en 1959, mais Lee est apparu sur scène à quelques reprises dans le Tennessee.

## Discographie
La discographie n'est pas exhaustive. Les enregistrements Victor et Bluebird ont également été publiés par Montgomery Ward.
| Année            | Titre                                                                                | Numéro d'enregistrement |
| ---------------- | ------------------------------------------------------------------------------------ | ----------------------- |
| Columbia Records |                                                                                      |                         |
| 1926             | Bow Wow Blues / Salty Dog Blues                                                      | 15175-D                 |
|                  | Cheat ‘Em / Quit that Skipin’ and Flyin’                                             | 15270-D                 |
| Victor Records   |                                                                                      |                         |
|                  | Tiple Blues / Frisco Blues                                                           | VI40003                 |
|                  | Prisoner’s Dream / I’ll Be All Smiles Tonight                                        | VI40210                 |
| 1928             | Free as a Little Bird / Skipping and Flying                                          | VI40266                 |
|                  | I’ve Got the Chain Store Blues / Enforcement Blues                                   | VI40276                 |
| 1930             | Jake Walk Blues / Reckless Night Blues                                               | VI40303                 |
|                  | New Chattanooga Blues / Shanghai Rooster Blues                                       | VI40326                 |
| Bluebird Records |                                                                                      |                         |
|                  | Jake Walk Blues / Fruit Jar Blues                                                    | BB-5001                 |
|                  | I’m Always Whistling the Blues / Tiple Blues                                         | BB-5104                 |
|                  | Shake It, Ida, Shake It / Maybe Next Week Sometime #2                                | BB-5165                 |
|                  | Frisco Blues / Reckless Night Blues                                                  | BB-5224                 |
|                  | Slide Daddy Slide / Roll It Down                                                     | BB-5317                 |
|                  | New Chattanooga Blues / Mother in Law Blues                                          | BB-5380                 |
|                  | ? / New Salty Dog                                                                    | BB-5403                 |
| 1934             | Old Black Crow in the Hickory Nut Tree / Mama Don’t Allow No Low Down Hanging Around | BB-5448                 |
| 1934             | ? / Chattanooga Mama                                                                 | BB-5470                 |
|                  | It Can’t Be Done / Laughing and Crying Blues                                         | BB-5533                 |
|                  | Shanghai Rooster / Free as a Little Bird                                             | BB-5668                 |
|                  | Roll On Down the Line / Maybe Next Week Sometime #2                                  | BB-5700                 |
|                  | Glorious Night Blues / Window Shade Blues                                            | BB-5701                 |
|                  | I’ll Be Here a Long Time / When You Leave, You’ll Leave Me Sad                       | BB-5702                 |
|                  | Pile Driving Papa / Skipping and Flying                                              | BB-5772                 |
|                  | Preacher Blues / Monkey Blues                                                        | BB-5820                 |
|                  | Cross Firing Blues / It’s Too Bad for You                                            | BB-5872                 |